# Anton Naum
Anton Naum (n. 17 ianuarie 1829, Iași – d. 28 august 1917, Păcurari) a fost un poet junimist, profesor universitar al universității ieșene, membru titular (din 1893) al Academiei Române.
Este înmormântat în cimitirul din Cândești, Neamț, localitate unde a locuit o perioadă de timp, unde a avut și o moșie. Iată ce scria Nicolae Iorga în primul volum al Memoriilor lui: „28 august
Moartea, azi, înainte de amiază, a  lui Anton Naum, în raul lui de casă din Păcurari, de unde se vede cea mai minunată priveliște a Iașului. A cerut ieri, la 4, să i se spună ora și a adăugat:
— Pe întuneric deci trebuie să mă duc...
Este întins pe divan, foarte slab, o figură de ceară.“
„Anton Naum a fost cel mai în vîrstă dintre poeții junimiști și a reprezentat un moment distinct al poeziei românești din secolul al XIX-lea. S-a născut în urmă cu 175 de ani, la 17 ianuarie 1829, în Iași, și provenea dintr-o familie de români macedoneni. A urmat cursurile școlii primare și ale Academiei Mihăilene în orașul natal, iar la Paris a frecventat Facultatea de Litere și a fost student la Collège de France, între anii 1858–1865. Întors în țară, Anton Naum a intrat în învățămîntul secundar, unde a lucrat pînă în 1892 ca profesor de istorie și franceză la Institutele Unite, Liceul Central, Școala militară și Școala Normală „Vasile Lupu” din Iași. În 1897, după moartea profesorului Ștefan Vîrgolici, Anton Naum a fost numit profesor de limba franceză la Universitatea „Al.I. Cuza”, unde a rămas pînă în 1907, cînd s-a pensionat, după o bogată activitate. A predat cursuri de literatură franceză – de la originile sale și pînă în secolul al XIX-lea – și a tipărit pentru studenți un manual de Istoria limbii și literaturii franceze. Anton Naum a fost una dintre figurile cele mai îndrăgite ale Societății literare „Junimea”; a devenit membru al acesteia în 1972, ajungînd unul dintre cei mai fideli junimiști și colaboratorul constant al Convorbirilor literare, unde și-a publicat aproape toate poeziile, originale sau traduceri. Anton Naum este tipul poetului academic, lucrînd pe teme generale, folosind un material pus la dispoziție de istorie, studii clasice etc. Elementul fundamental al liricii lui este credința. În majoritatea poeziilor, imaginile biblice polarizează interesul, devenind astfel imagini-cheie pentru descifrarea ansamblului. Opera lui conține și poeme satirice. Apărute mai întîi în revista junimistă Convorbiri literare, toate poeziile lui Anton Naum au fost adunate în volumul Versuri (1890). Membru titular al Academiei române, poetul Anton Naum s-a stins din viață la 27 august 1917, în Iași, și a fost înmormîntat în cimitirul din Cîndești (Neamț). ”— Ionel Maftei